# Mary Frith

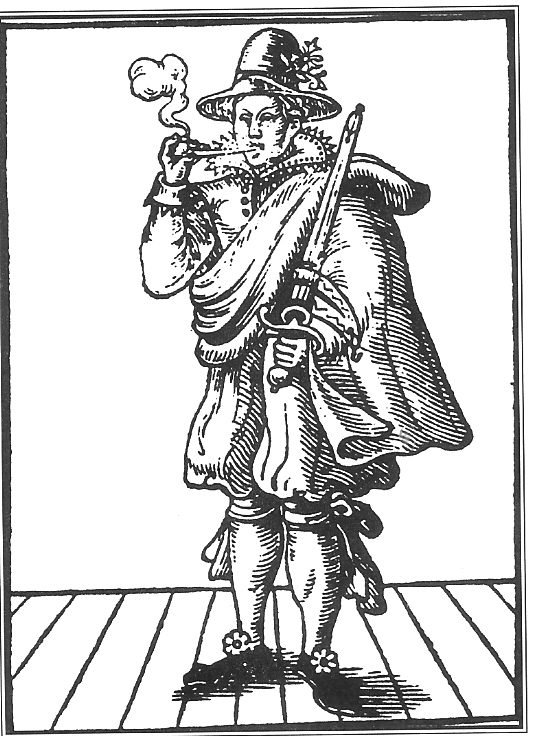
Moll Cutpurse

Mary Frith, även känd som Moll Cutpurse ('Molly Plånbokstjuven') och Tom Faconer, född cirka 1584, död 26 juli 1659, var en ökänd engelsk tjuv, hallick, skådespelare och hälare. Hon var även känd för sin levnadsstil, särskilt för sin vana att klä ut sig till man. Hon var berömd och blev föremål för fiktion redan under sin samtid.

## Biografi
Mary Friths biografiska fakta är motsägelsefulla och svårutredda på grund av de många myter, legender och överdrifter som mycket tidigt associerades med henne. Mary Frith var dotter till en skomakare och dennes hustru och brorsdotter till en präst. Hon ska tidigt i livet ha orsakat skandal genom sin preferens för att klä sig som en man och ägna sig åt andra då manliga göromål, så som att röka pipa och svära. Hennes farbror ville sända henne till kolonierna i Nya England i ett försök att få henne att rätta sig efter normen, men hon hoppade överbord innan skeppet avseglade.
Mary Frith blev ökänd i sin egen samtid. Hennes bana som känd brottsling tog sin början år 1600, då hon dömdes för stöld i Middlesex. Hon blev känd för sin vana att bära manskläder och utpekad som ett dåligt exempel, men hon tycks samtidigt ha betraktats med visst överseende som ett slags original, trots sina brott mot samtida norm. Trots förbudet för kvinnor att uppträda på scen, uppträdde Frith 1611 på Fortune Theatre i London utklädd till man. Hon tvingades i februari 1612 till offentlig schavottering för prostitution, och ska ha gjort en verklig scen av sitt straff. Hon gifte sig 1614 med Lewknor Markham, men detta tycks ha varit ett skenäktenskap för att inför domstol ge henne fördelen av att vara gift.
Under 1620-talet arbetade hon enligt egen bekännelse som hälare och hallick. Hon förmedlade då kvinnliga prostituerade åt manliga kunder, och manliga prostituerade som betalda "älskare" åt kvinnor. Enligt ett legendariskt fall, då en kvinna på sin dödsbädd bekände att hon hade varit kund hos Frith och köpt sexuella tjänster hos dennas stall av manliga prostituerade, ska Frith ha övertalat de män kvinnan köpt sex av att betala underhåll åt kvinnans barn, som troligen var deras. Själv hävdade Frith sig vara asexuell och varken intresserad av kvinnor eller män. Hon levde i eget hus omskött av tre tjänsteflickor och var känd för sina många papegojor.
Enligt vissa uppgifter ska Mary Frith ha deltagit i det engelska inbördeskriget och under detta ha rånat och skadeskjutit general Fairfax. Hon ska då ha betalat en muta för att undkomma dödsstraff. Detta är obekräftat, men det är bekräftat att hon 21 juni 1644 frigavs från Bethlem Royal Hospital, friskförklarad efter påstått vansinne.

## Eftermäle
Mary Frith var föremål för flera pjäser redan under sin livstid: dramat The Madde Pranckes of Mery Mall of the Bankside av John Day från 1610, och The Roaring Girl av Thomas Middleton och Thomas Dekker från 1611. En biografi om hennes liv, The Life of Mrs Mary Frith utgavs 1662.